# Arthur Rushen
Arthur Rushen va ser un ciclista britànic, que va prendre part en els Jocs Intercalats i als Jocs Olímpics de 1908.
Va guanyar la medalla d'or, juntament amb Johnnie Matthews, a la prova en tàndem dels Jocs Intercalats a Atenes.